# 仙石久忠
仙石 久忠（せんごく ひさただ、生年未詳 - 慶長7年（1602年）8月）は、安土桃山時代から江戸時代前期にかけての武将。信濃小諸藩主仙石秀久の長男。母は本陽院。別名・関都（菊都）。子に久治。

## 来歴
壮年にして失明したため後嗣からはずされ、京に住して関都（菊都）と名乗り、検校となった。佐久郡耳取組にて、合力米3,050貫文の地を領した。京にて病にて没して、佐久郡の大照庵に葬られたが、のちに上田の芳泉寺に改葬された。
子孫は、筆頭家老を務めた。久治、政治と続き、政治の子の靭負政時は同じく家老職を勤めていたが、嗣子のいなかった藩主仙石政明の養子となり仙石政房と改名し、宗家を継いで出石藩第2代藩主となった。